# Villa Negri (Cesole)

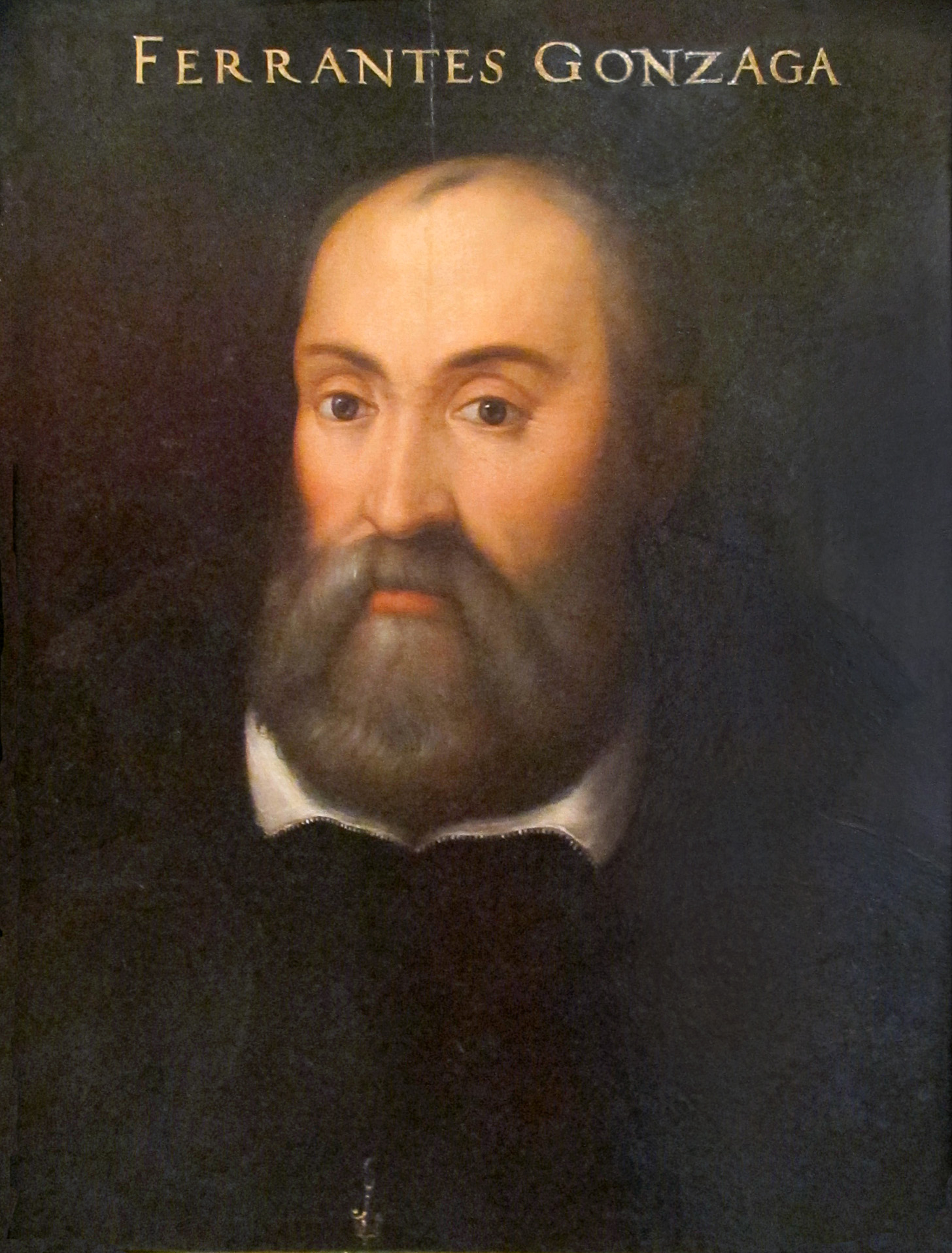
Ferrante I Gonzaga

Villa Negri (già Villa Bianchi) è uno storico edificio di Cesole, frazione di Marcaria, in provincia di Mantova.

## Storia e descrizione
La villa, oggi in stile neoclassico, venne edificata nel XVI secolo e appartenne al ramo dei Gonzaga di Guastalla. Successivamente Vincenzo I Gonzaga duca di Mantova ne acquistò la proprietà, prima di passare, agli inizi del Seicento ai marchesi Bianchi, nobile famiglia mantovana.